# Дворцовая площадь (Берлин)
Дворцовая площадь Берлина (нем. Schloßplatz) расположена на острове Шпрееинзель в районе Митте в непосредственной близости от Музейного острова. Её северо-восточной границей служит Дворцовый мост, переходящий в улицу Унтер-ден-Линден.
Своим названием площадь обязана стоявшему на этом месте Городскому дворцу, снесённому в 1950 году. В те времена сама Дворцовая площадь находилась с юго-восточной стороны дворца, у самого края нынешней площади. В 1891 году по проекту скульптора Рейнгольда Бегаса на Дворцовой площади был возведён фонтан «Нептун».
После сноса Городского дворца в 1951 году увеличившаяся в размерах площадь была переименована в площадь Маркса и Энгельса. Во времена ГДР на площади находилась стоянка для автомобилей, иногда она использовалась для проведения крупных демонстраций. Позднее, в 1976 году половину площади занял Дворец Республики. После завершения работ по его сносу, на месте Дворца Республики был временно разбит газон.
После 1989 года на Дворцовой площади проводились раскопки. Своё прежнее имя площадь получила в 1994 году. К 2023 году было завершено возведение нового здания в размерах прежнего дворца с восстановлением трёх его фасадов под названием «Форум Гумбольдта» (нем. Humboldtforum).
В юго-восточной части площади находится бывшее здание Государственного совета ГДР, построенного во времена ГДР. В его фасад включён четвёртый портал Городского дворца, с балкона которого 9 ноября 1918 года Карл Либкнехт провозгласил в Германии социалистическую республику.

## Галерея

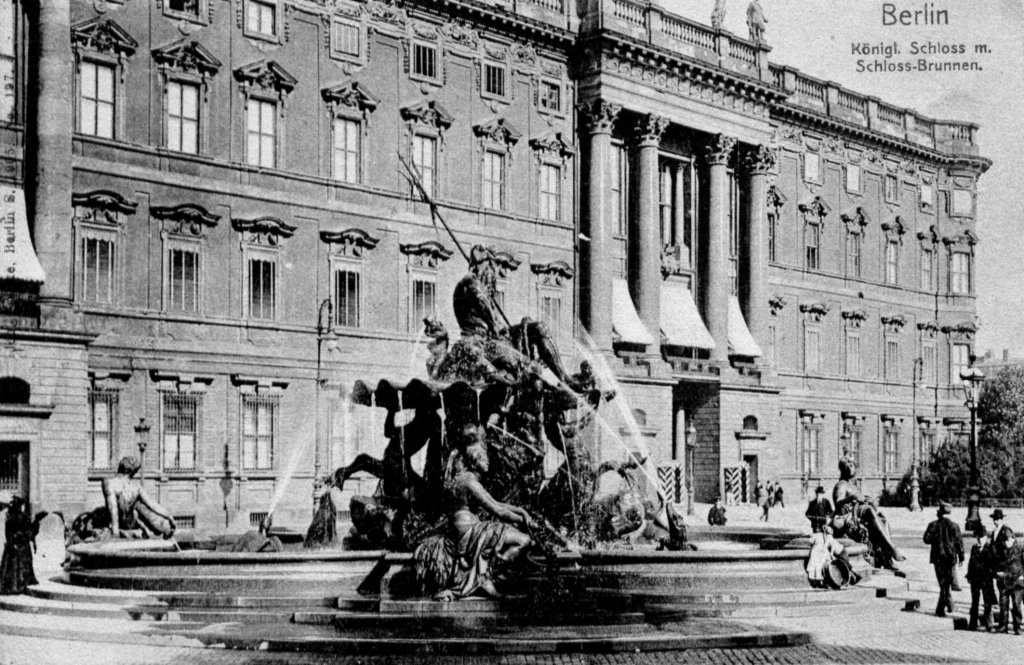
Дворцовая площадь с фонтаном Нептуна. 1905
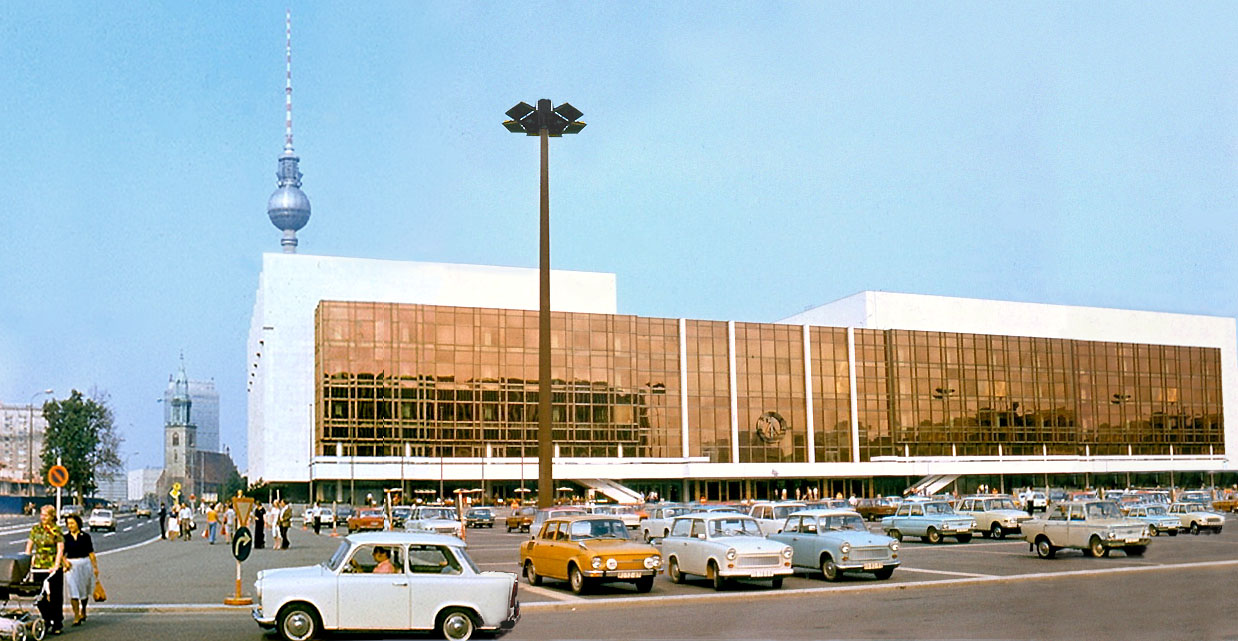
Дворец Республики, на заднем плане — берлинская телебашня. 1977
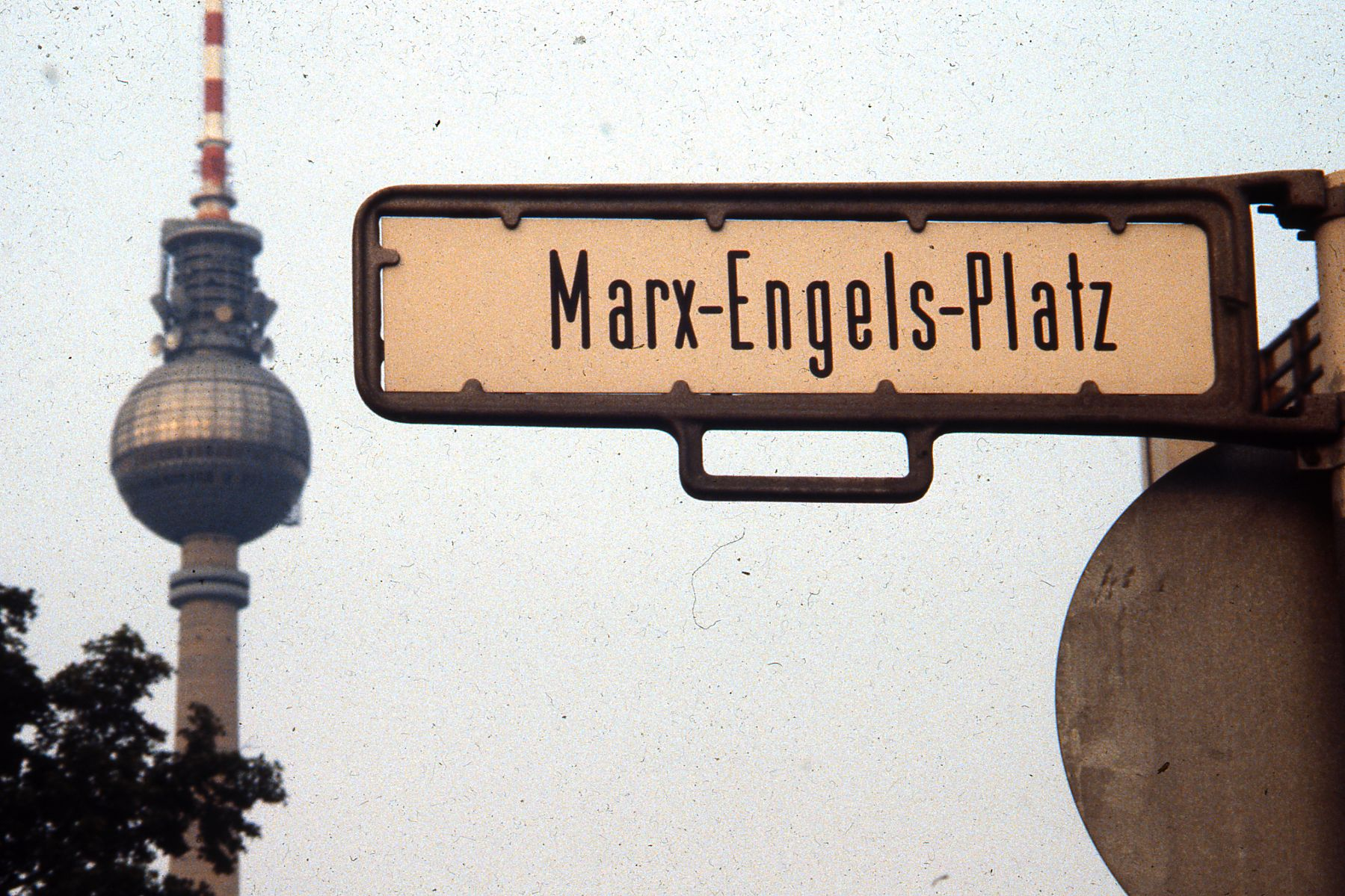
Площадь Маркса и Энгельса в 1984 году
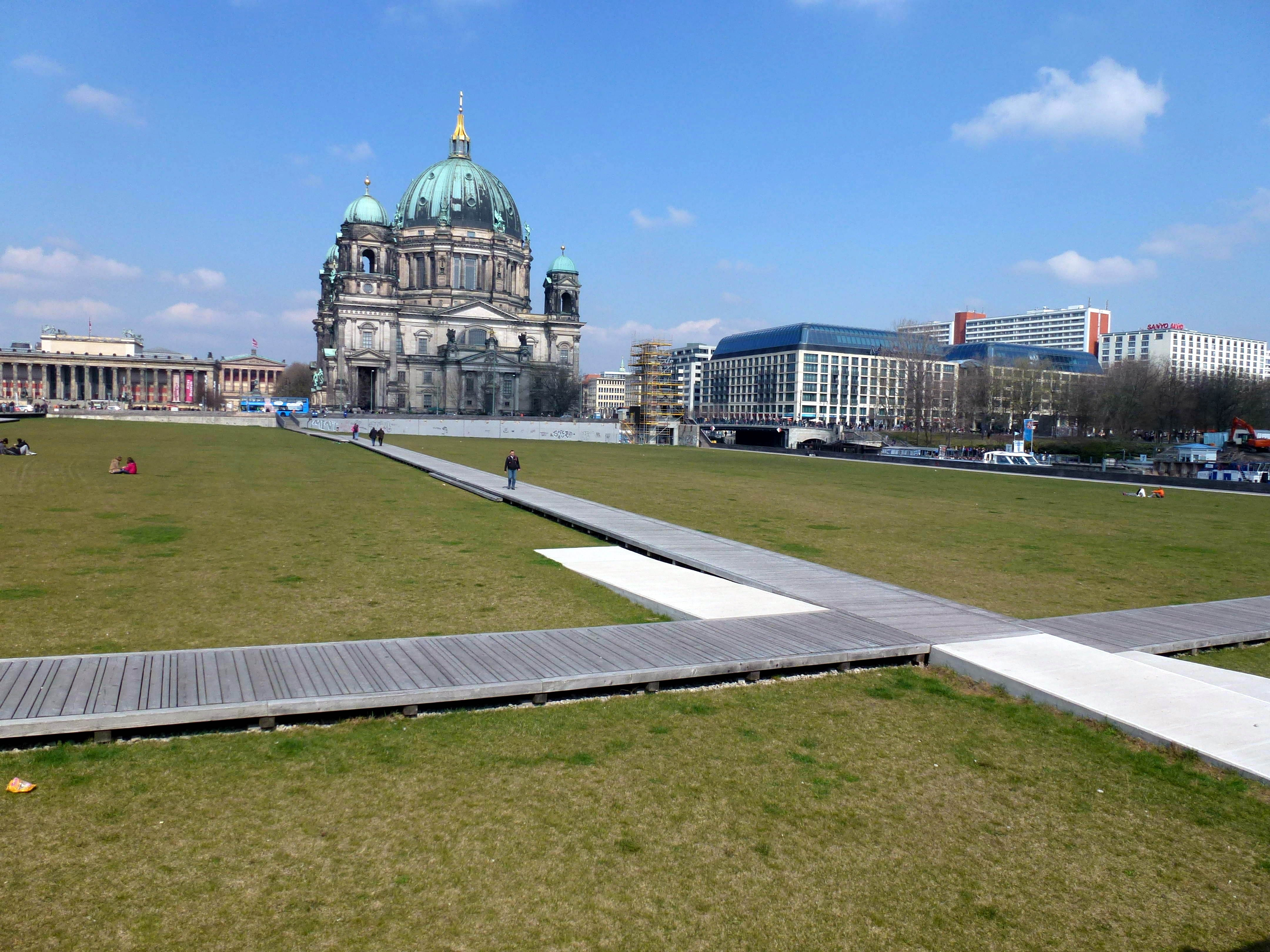
Площадь на месте дворца в 2012 году.
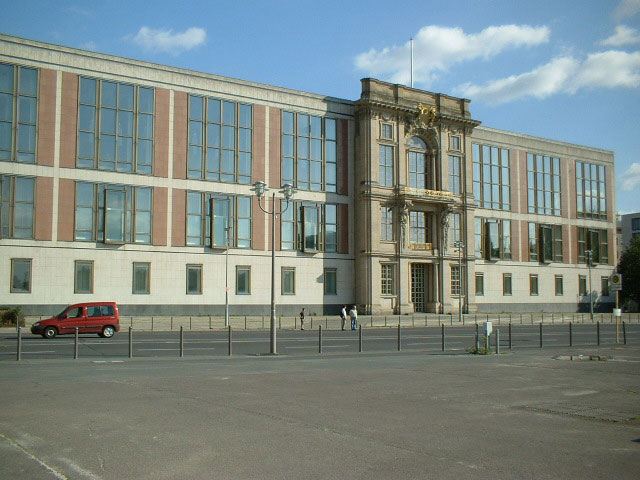
Бывшее здание Государственного совета ГДР с перенесённым порталом Городского дворца